# 斯洛伐克共产党 (1939年)
斯洛伐克共产党（斯洛伐克语：Komunistická strana Slovenska）是斯洛伐克的一个已不存在的共产主义政党。该党成立于1939年3月。当时，斯洛伐克国成立。于是，捷克斯洛伐克共产党的斯洛伐克分支从母党分离出来成为独立政党。1945年，捷克斯洛伐克重新成为一个统一国家时，该党并未立即与捷克斯洛伐克共产党合并。1948年9月29日，该党重新成为捷克斯洛伐克共产党的一部分，作为该党在斯洛伐克的地区组织存在。